# Liangzhou
Liangzhou léase Liáng-Zhóu (en chino:凉州区 , pinyin: Liángzhōu Qū)  es un distrito urbano bajo la administración directa de la ciudad-prefectura de Wuwei en la provincia de Gansu, República Popular China. 
El distrito es sede del gobierno local y es el centro de educación, economía, cultura y científica de la ciudad de Wuwei. Su área total es de 5081 kilómetros cuadrados, de los cuales el área construida es de 90 kilómetros cuadrados.
La población total del distrito en 2012 fue de 1 022 500 habitantes, incluyendo 780 000 de población agrícola y 230 000 en zonas urbanas. El distrito de Liangzhou es una región con integración multiétnica y multicultural donde habitan 25 minorías étnicas como han, hui, yi, manchú, mongol y tibetano.  

## Administración
El distrito de Liangzhou se divide en 37 pueblos que se administran en 8 subdistritos, 21 poblados y 8 villas.

## Historia
El 27 de julio de 2001, con la aprobación del Consejo de Estado se estableció la ciudad-prefectura de Wuwei, y la antigua ciudad de Wuwei a nivel de condado pasó a llamarse Distrito de Liangzhou. El 10 de octubre de 2018, el gobierno provincial de Gansu aprobó la salida de los condados pobres en el distrito de Liangzhou.

## Geografía
El distrito de Liangzhou está ubicado en el este del corredor Hexi y al norte de las montañas Qilian  con una elevación promedio de 1632 m s. n. m. Puede dividirse geográficamente en tres áreas principales: las montañas Qilian en el oeste, el Corredor del Hexi en el medio y el desierto de Gobi en el este. El distrito de Liangzhou es un oasis agrícola ubicado en la zona de captación del río Shiyang (石羊河), tributario del Río Amarillo .

## Clima
La temperatura media anual es de 8C. El clima es árido o semiárido, con precipitaciones entre 60 y 610 mm, la evaporación es de 1.400 a 3.000 mm. Hay 2200-3000 horas de sol cada año y de 85 a 165 días libres de heladas. Las temperaturas durante el verano son por encima de 45C a la sombra.
| Parámetros climáticos promedio de Liangzhou (1971−2000) | Parámetros climáticos promedio de Liangzhou (1971−2000) | Parámetros climáticos promedio de Liangzhou (1971−2000) | Parámetros climáticos promedio de Liangzhou (1971−2000) | Parámetros climáticos promedio de Liangzhou (1971−2000) | Parámetros climáticos promedio de Liangzhou (1971−2000) | Parámetros climáticos promedio de Liangzhou (1971−2000) | Parámetros climáticos promedio de Liangzhou (1971−2000) | Parámetros climáticos promedio de Liangzhou (1971−2000) | Parámetros climáticos promedio de Liangzhou (1971−2000) | Parámetros climáticos promedio de Liangzhou (1971−2000) | Parámetros climáticos promedio de Liangzhou (1971−2000) | Parámetros climáticos promedio de Liangzhou (1971−2000) | Parámetros climáticos promedio de Liangzhou (1971−2000) |
| Mes                                                     | Ene.                                                    | Feb.                                                    | Mar.                                                    | Abr.                                                    | May.                                                    | Jun.                                                    | Jul.                                                    | Ago.                                                    | Sep.                                                    | Oct.                                                    | Nov.                                                    | Dic.                                                    | Anual                                                   |
| ------------------------------------------------------- | ------------------------------------------------------- | ------------------------------------------------------- | ------------------------------------------------------- | ------------------------------------------------------- | ------------------------------------------------------- | ------------------------------------------------------- | ------------------------------------------------------- | ------------------------------------------------------- | ------------------------------------------------------- | ------------------------------------------------------- | ------------------------------------------------------- | ------------------------------------------------------- | ------------------------------------------------------- |
| Temp. máx. media (°C)                                   | 0.0                                                     | 3.3                                                     | 9.6                                                     | 17.8                                                    | 22.9                                                    | 26.5                                                    | 28.9                                                    | 27.6                                                    | 22.4                                                    | 15.9                                                    | 8.1                                                     | 1.9                                                     | 15.4                                                    |
| Temp. mín. media (°C)                                   | −13.8                                                   | −10.2                                                   | −3.8                                                    | 3.0                                                     | 8.0                                                     | 11.6                                                    | 14.2                                                    | 13.7                                                    | 8.8                                                     | 1.6                                                     | −5.6                                                    | −11.3                                                   | 1.4                                                     |
| Precipitación total (mm)                                | 1.4                                                     | 2.3                                                     | 6.1                                                     | 7.9                                                     | 15.8                                                    | 28.4                                                    | 30.2                                                    | 34.0                                                    | 24.1                                                    | 10.8                                                    | 3.6                                                     | 1.2                                                     | 165.8                                                   |
| Días de precipitaciones (≥ 0.1 mm)                      | 2.1                                                     | 2.6                                                     | 3.6                                                     | 4.1                                                     | 5.9                                                     | 8.2                                                     | 9.6                                                     | 9.8                                                     | 7.7                                                     | 4.4                                                     | 1.6                                                     | 1.8                                                     | 61.4                                                    |
| Fuente: Weather China                                   |                                                         |                                                         |                                                         |                                                         |                                                         |                                                         |                                                         |                                                         |                                                         |                                                         |                                                         |                                                         |                                                         |

## Recursos
Los recursos minerales son principalmente carbón, arcilla, arena de cuarzo y fluorita. 